# 中川誠一郎
中川 誠一郎（なかがわ せいいちろう、1979年6月7日 - ）は、日本の競輪選手、元自転車競技選手。熊本県熊本市出身。日本競輪選手会熊本支部所属、ホームバンクは熊本競輪場。日本競輪学校（当時。以下、競輪学校）第85期生。師匠は従兄の瀬口慶一郎（77期）。
実妹の中川諒子も競輪選手（102期）、義弟（涼子の夫）の吉成晃一も競輪選手（92期）。きょうだいはほかに妹（諒子の姉）がいる。

## 来歴・戦績
熊本大学教育学部附属小学校・同中学校、真和高等学校を卒業。
少年漫画『SLAM DUNK』の影響で高校まではバスケットボールをしており（一時期は陸上競技も）、スポーツの勉強を希望して大学入試に臨んだが、全敗。叔父である競輪選手・瀬口孝一郎の勧めで自転車に乗り始める。取り組んで3か月で1000mの独走が1分9秒台に達したという。
2回目の受験で競輪学校に合格、85期生として入学。在校成績4位で卒業記念レースを優勝した。
卒業後は2000年8月15日、ホームバンクの熊本競輪場でデビューし1着。後2日間も勝利し、デビュー場所で完全優勝。
GII・ヤンググランプリに3年連続で出場（2001年・8着、2002年・9着、2003年・7着）した経験を持つが、2015年現在、同大会で同実績を持つのは中川だけである。
2002年、中野浩一の誘いで自転車競技のナショナルチーム入り。
2003年1月、第44回朝日新聞社杯競輪祭でGI初出場（二次予選9着敗退）。
2012年、ロンドン五輪日本代表。
2013年11月、第55回朝日新聞社杯競輪祭でGI出場11年目にして、初の準決勝進出（7着敗退）。
2014年7月、第23回寬仁親王牌・世界選手権記念トーナメント（弥彦競輪場）でGI初の決勝進出（先行するも6着）。9月、前橋競輪場のバンクレコードを更新（8秒8）。
2016年3月、残るアジア1枠を個人スプリントでアジズル・ハスニ・アウァンと競っていたが、世界選手権（en）にてランキングで上回り、日本のリオ五輪出場枠を得た。アウァンは中川に「あなたから刺激を受けて、私は頑張ることができた」と祝福した。4月6日、リオ五輪日本代表（スプリント）に選出された。
直後に熊本地震が発生し、それを反映して熊本地震被災地支援競輪として開催された第70回日本選手権競輪（静岡競輪場）では一次予選からオール2着で勝ち上がり、特別競輪（GI）2度目の決勝進出を果たす。5月5日の決勝戦では、最終ホームで最後方から単騎の大まくりを仕掛け、後方を引き離す圧勝でGIを初優勝した（熊本勢のGI制覇は2006年・全日本選抜競輪の合志正臣以来）。
同年7月2日には、QVCマリンフィールドで「スポニチスペシャルデー」として行われたロッテ対オリックス戦の片山萌美による始球式で捕手を務めた。10月には、熊本記念（久留米にて代替開催）で、2009年の松阪以来となる、自身通算3度目のGIII制覇（2004年京王閣の協賛GIIIを含む）を果たした。年末のKEIRINグランプリ2016（初出場）は7着。
2018年7月1日、GIII宇都宮記念の優勝で、通算400勝（1380レース目）を飾った。また、初日の6月28日には同場のバンクレコードを更新（13秒1）した。10月の第27回寬仁親王牌・世界選手権記念トーナメント（前橋競輪場）では、6度目の理事長杯出走で5着となり、2日目の優秀競走ローズカップに自身初の出走を果たして脇本雄太（福井）の番手から1着をとった（しかし準決勝で7着敗退）。
2019年2月11日、別府競輪場でのGI初開催となった全日本選抜競輪で、地元九州勢の中からただ一人勝ち上がり、3年ぶり通算3度目の決勝進出。39歳8か月でほぼ一周を逃げ切り優勝し、同じ単騎戦で2つ目のGIタイトルを獲得した。開催前には尊敬する別府のグランプリホルダー・小野俊之が不参加なことを嘆いてもいた。
同年6月16日、岸和田競輪場で行われた高松宮記念杯競輪決勝で、鐘前からカマシ先行した脇本雄太の番手から差し切って優勝。2019年2回目のGI制覇となった。
同年8月21日、長年の種目ライバルで1歳上の荒井崇博を退け、九州地区プロ（小倉競輪場）のスプリントを6年ぶりに優勝。年末のKEIRINグランプリ2019（3年ぶり2回目の出場）は8着。
2018年春に「追込転向宣言」をしたが、自力番組が継続されて有耶無耶のままとなり、それ以降も先行・捲りを見せており、2022年には佐世保競輪場のバンクレコードを2度更新した。
2023年4月29日、久留米GIII「大阪・関西万博協賛競輪」第6レース（選抜）で1着となり、通算500勝を達成。S級創設（1983年4月）以降女子を含めて通算47人目の記録で、デビューから22年8か月14日（デビュー日を含まない）での達成となった。規程により後日、JKAより表彰予定。ちなみに、当日は同期の川村晃司も通算500勝を達成しており（川村は通算48人目となる）、同日に同期二人が揃って通算500勝を達成した。

## 主な獲得タイトルと記録
- 2016年 - 日本選手権競輪（5月・静岡競輪場）
- 2019年 - 全日本選抜競輪（別府競輪場）、高松宮記念杯競輪（岸和田競輪場）
- 通算500勝達成（表彰対象） - 2023年4月29日、久留米競輪場
- バンクレコード
  - 前橋競輪場 8.8秒（2014年9月13日）
  - 宇都宮競輪場 13.1秒（2018年6月28日）
  - 佐世保競輪場 10.6秒（2022年7月24日）[49]

## 自転車競技での戦績
2004年
- 全日本プロ選手権自転車競技大会（以下、全プロ）・1kmTT　優勝

2007年
- トラックレース世界選手権・1kmタイムトライアル　11位

2007年 - 2009年
- 全プロ・1kmTT　準優勝

2011年
- 全日本自転車競技選手権大会（以下、全日本選手権）
  - 1kmTT　優勝
  - チームスプリント（+ 新田祐大、渡邉一成）　優勝

2012年
- トラックレース世界選手権・チームスプリントに、雨谷一樹、渡邉一成とともに出場、予選（4位、44秒039）及び3、4位決定戦（4位、43秒896）において、いずれも日本新記録樹立に貢献[52]。
- 5月1日、ロンドンオリンピック代表選手に選出された[53]。
- ロンドンオリンピック
  - チームスプリント（+ 新田祐大、渡邉一成）　8位
  - スプリント　9位

2013年
- 世界選手権に出場
- 全プロ・スプリント　優勝
- 全日本選手権・1㎞TT　優勝

2014年
- 世界選手権に出場
- 全プロ・スプリント　優勝（2連覇[54]）
- アジア自転車競技選手権大会・チームスプリント（+ 新田祐大、渡邉一成）　　3位[55]
- アジア競技大会
  - 個人スプリント　優勝
  - チームスプリント　3位

2015年
- 全プロ・スプリント　優勝（3連覇）

2016年
- 全プロ・スプリント　優勝（4連覇）
- リオデジャネイロオリンピック出場

2018年
- 全プロ・スプリント　優勝

2019年
- 2019日本パラサイクリング選手権・1㎞TT 男子B（パイロット）　2位[56]

### 日本記録
- 200mFTT 9秒702（2013年1月19日 メキシコ・アグアスカリエンテス）
- 1kmTT 1分0秒017（2013年12月7日 メキシコ・アグアスカリエンテス）
- 男子チーム・スプリント250m×3 43秒092	Cyclo Channel Tokyo（河端朋之、中川誠一郎、渡邉一成）（2013年12月5日 メキシコ・アグアスカリエンテス）[57]

## 注・出典
1. ↑  選手プロフィール - チャリロト.com
2. ↑  元モデル・田中ら弥彦“スピリッツ”4人が合格 - スポニチアネックス2011年2月26日付記事
3. ↑  “中川諒子 再開後の熊本競輪場で、優勝を目指して”.   けいりんマルシェ（JKA） (2021年7月1日). 2021年7月14日閲覧。
4. ↑  中川誠一郎君（附属小・中卒）リオデジャネイロ五輪へ - 熊本大学教育学部附属中学校 執行部ブログ 2016年7月3日
5. ↑  【東京五輪】“アスリート目線で!? ” 中川誠一郎が脇本＆新田へエール/インタビュー第3弾 netkeirin 2021年7月27日
6. ↑  私だけのイケメンコレクション 中川誠一郎選手 - けいりんマルシェ、2019年7月19日
7. 1 2  【競輪偏差値70の男】バンクレコード樹立の裏話 中川誠一郎「九州の伝統なんですよ」 ♯９ - 中川誠一郎 - netkeirin、2022年1月29日
8. ↑  【競輪偏差値70の男】年末特別企画 中川誠一郎が選ぶ「2021年・極私的10大ニュース」♯８ - 中川誠一郎 - netkeirin、2021年12月29日
9. ↑  “高松宮記念杯を知る男” 中川誠一郎インタビュー好評第2弾 - netkeirin、2021年6月15日
10. ↑  シクリスムエコー No.85 2002年3月号
11. ↑  【競輪偏差値70の男】“後継者現る!?” 42歳の熱きタイトルホルダー中川誠一郎がシンパシーを感じた選手とは ♯７ - netkeirin、2021年12月1日
12. ↑  レース出走表・結果・払戻金詳細 | 弥彦競輪 Ｇ１ 寛仁親王牌・世界選手権記念 3日目（2014年07月20日） 12レース - Kドリームス
13. ↑  中川誠一郎G1決勝3連勝！元代表の意地／岸和田 「中川誠一郎の全G1決勝成績」 - 日刊スポーツ、2019年6月17日
14. ↑  なお中川は、2014年5月の井上昌己（松阪競輪場）と2018年5月の荒井崇博（平塚競輪場）の、バンクレコード更新にも貢献した。
15. ↑  2016年トラック世界選手権　3月4日（金）　大会第3日レポート - KEIRIN.JP、配信日：2016年3月5日
16. ↑  リオ自転車トラック競技代表に渡辺一成ら
17. ↑  第70回日本選手権競輪（GI） 優勝者の横顔
18. ↑  【静岡ダービー】熊本出身中川がＧ１初Ｖ！被災地へ勇気と元気届けた - スポニチ、2016年5月6日
19. ↑  被災地支援競輪第70回日本選手権競輪・決勝 Keirin-JP 2016-5-5
20. ↑  2016.05.13 シューティングスタープレス 中川誠一郎 - 月刊競輪WEB
21. ↑  片山萌美、観客の視線くぎ付け - スポニチ、2016年7月3日
22. ↑  中川誠一郎が快勝、悲願の熊本G3初制覇／久留米 - 日刊スポーツ、2016年10月23日
23. ↑  中川が地元記念初V 熊本代替G3 【久留米】 - 西日本新聞、2016年10月24日
24. ↑  宇都宮競輪ＧⅢ開設69周年記念「宇都宮ワンダーランドカップ争奪戦」中川記念5Ｖ＆（通算）400勝 - 競輪スポニチ、2018年7月2日
25. ↑  中川400勝でG3 5度目V 開設記念 【宇都宮】 - 西日本新聞、2018年7月2日
26. ↑  中川誠一郎、半端ないバンク新記録13秒１／宇都宮 - 日刊スポーツ、2018年6月28日
27. ↑  井上－園田　利根の流れに乗った　九州王国再興へ - 西日本スポーツ、2018年10月6日
28. ↑  【前橋】中川　悲願ローズC制覇！初出場であっさり快勝 - スポニチ、2018年10月7日
29. ↑  “誠一郎 踏み切る 九州王国再興へ”. 西日本スポーツ (西日本新聞社). (2019年2月11日) 2019年2月13日閲覧。
30. ↑  “中川誠一郎が単騎で逃げ切り２度目のＧ１制覇／別府”. 日刊スポーツ (日刊スポーツ新聞社). (2019年2月11日) 2019年2月11日閲覧。
31. ↑  “中川誠一郎オニアツ快挙！単騎で逃げ切り2冠／別府”. 日刊スポーツ (日刊スポーツ新聞社). (2019年2月12日) 2019年2月12日閲覧。
32. ↑  “【記者コラム】中川VS脇本3月大垣ＧⅡで実現?!”. スポーツニッポン. (2019年2月13日)
33. ↑  shio_sportsのツイート（1094895680588439552）シオスポーツ（「大阪スポーツ」(東スポグループ)記者）
34. ↑  中川 誠一郎選手｜競輪選手インタビュー（選手コメント） - オッズパーク競輪、2019年3月15日
35. ↑  直送！競輪場便り 別府競輪場より 「小野俊之 大分 77期 A級1班」 月刊競輪WEB 2017年1月20日
36. ↑  【競輪偏差値70の男】“シン・誠一郎”爆誕！ オールスターでは「地獄から這い上がった男の生きざまを見て」♯27 - netkeirin、2023年8月9日
37. ↑  shio_sportsのツイート（1093426211072573440）シオスポーツ（「大阪スポーツ」(東スポグループ)記者）
38. ↑  “【競輪】岸和田高松宮記念杯は中川誠一郎がＶ　今年２回目のＧ１制覇に笑顔”.   デイリースポーツ (2019年6月16日). 2019年6月16日閲覧。
39. ↑  “中川誠一郎「２つ取れるとは」本人も驚くＶ／岸和田”.   日刊スポーツ (2019年6月17日). 2019年6月16日閲覧。
40. ↑  【独占インタビュー】中川誠一郎が“らしさ爆発”大放談「ダービーでピリ付きたい」 - netkeirin、2021年5月3日
41. ↑  【競輪偏差値70の男】42歳の熱きスプリンター中川誠一郎「怪物と戦う者は…」♯６ - netkeirin、2021年10月31日
42. ↑  競輪資料室 地区プロ成績（九州地区） - KEIRIN.JP
43. ↑  誠一郎雪辱V 九州地区プロ自転車競技【小倉】 - 西日本スポーツ、2019年8月22日
44. ↑  【熊本競輪】ルーキー吉田悟、“強制師匠”の中川誠一郎とともに高みを目指す - netkeirin、2021年4月4日
45. ↑  その荒井からの依頼で、119期の吉田悟を弟子として預かる[44]。
46. ↑  謎の「追い込み宣言」から4ヵ月 - 月刊競輪WEB、2018年8月24日
47. ↑  オールスター躍進の原動力は!? 五輪で流した涙の理由は!? 中川誠一郎インタビュー第4弾 - netkeirin、2020年8月19日
48. ↑  【競輪偏差値70の男】中川誠一郎が地元・熊本記念にかける思いを生真面目に語る♯５ - netkeirin、2021年10月5日
49. 1 2  “中川誠一郎「レコードまでいくとは」佐世保のバンクレコード更新／佐世保”. 日刊スポーツ (日刊スポーツ新聞社). (2022年7月24日) 2022年7月24日閲覧。
50. ↑  “中川誠一郎選手が通算500勝達成！！”.  keirin.jp (2023年4月29日). 2023年4月29日閲覧。
51. ↑  “川村晃司選手が通算500勝達成！！”.  keirin.jp (2023年4月29日). 2023年4月29日閲覧。
52. ↑  WEB月刊競輪世界選レポート（初日） - KEIRIN.JP 2012年4月4日付
53. ↑  ロンドン五輪・ロンドンパラリンピック代表候補選手記者会見 - 日本自転車競技連盟 2012年5月1日付
54. ↑  中川誠一郎スプリント連覇／全プロ大会 - 日刊スポーツ 2014年5月20日7時52分
55. ↑  アジア選手権 MEチームスプリント＜決勝＞結果 - 日本自転車競技連盟
56. ↑  杉浦桂子らが日本新を連発、2019日本パラサイクリング選手権ダイジェスト More CADENCE - Part 2
57. ↑  日本記録 - 日本自転車競技連盟 WEB SITE